# スーダン航空
スーダン航空（スーダンこうくう、英語: Sudan Airways、アラビア語: الخطوط الجوية السودانية）は、スーダンのハルツームを本拠地とする航空会社。スーダン政府が株式30%を保有する同国のフラッグ・キャリアでもあるが、2010年よりEU域内乗り入れ禁止措置が下されている。アラブ航空会社機構に加盟。

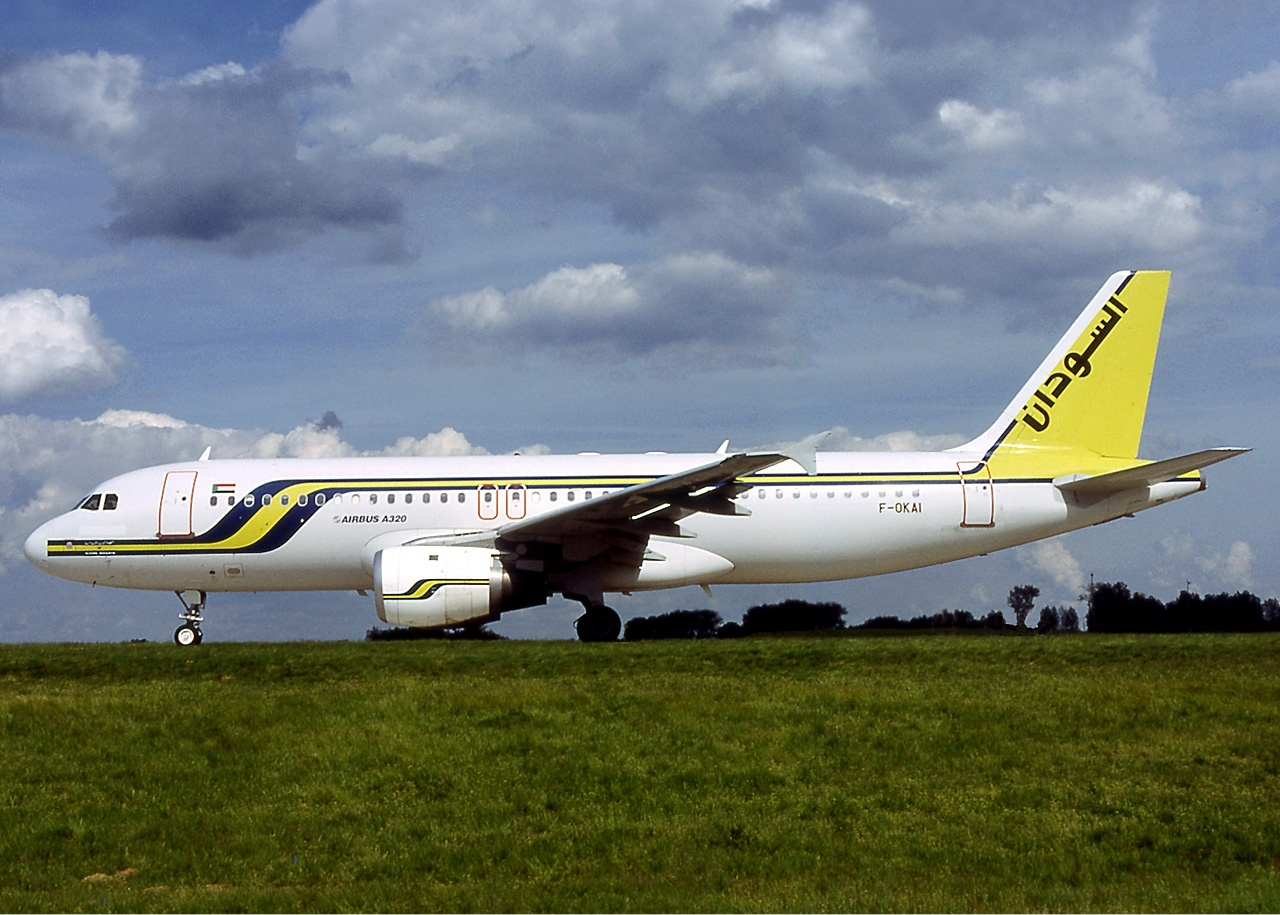
エアバス A320-200

## 概要

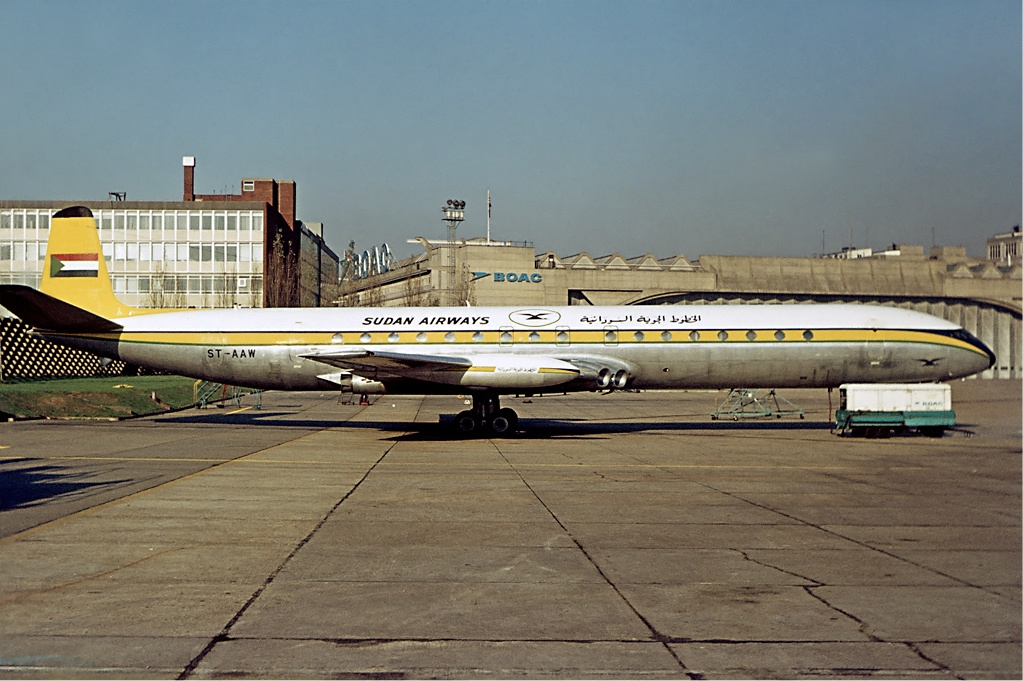
デ・ハビランド コメット

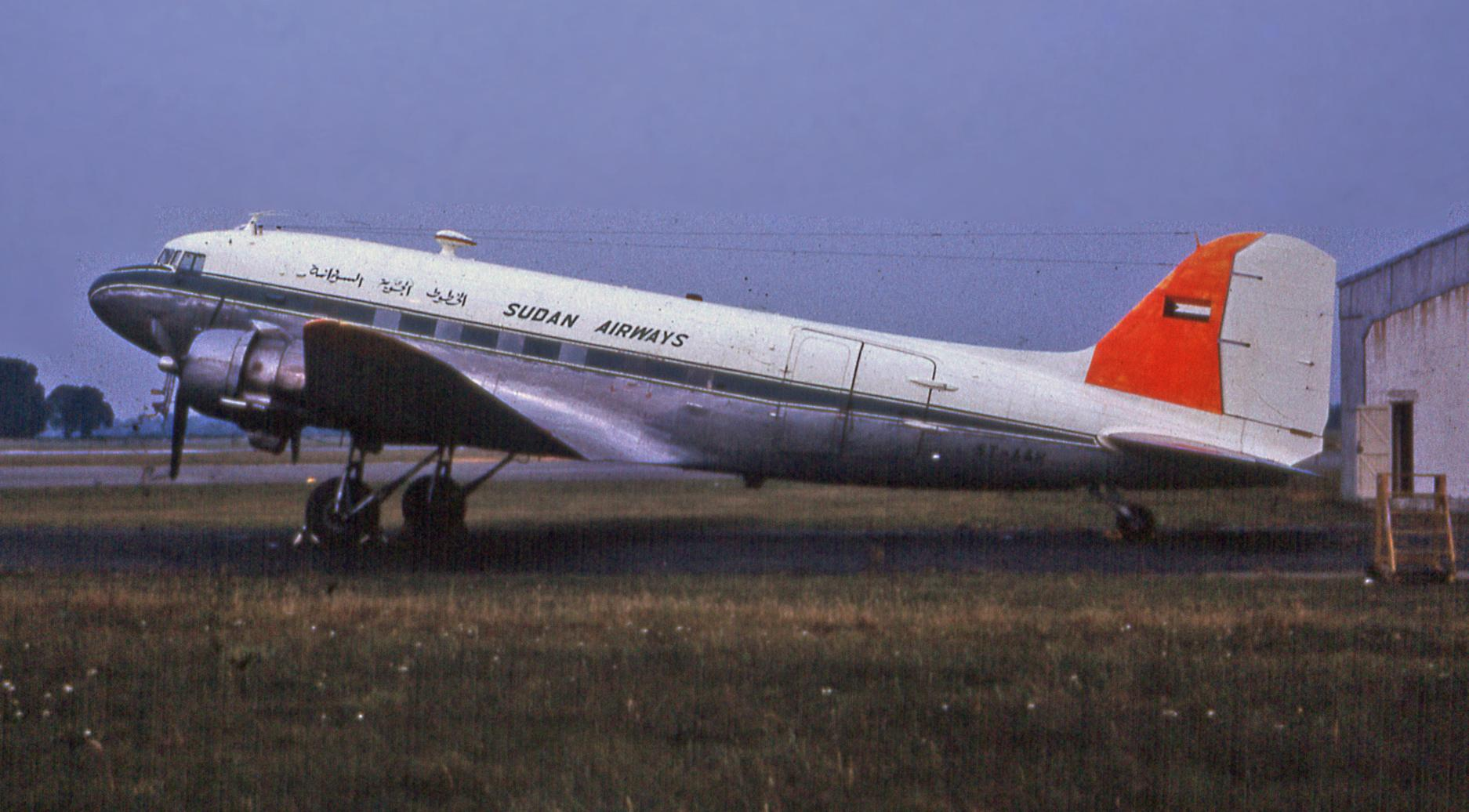
ダグラス DC-3

スーダン航空は4機のデ・ハビランドで1947年に設立。徐々に路線拡大を進め、1952年にはアスマラ、ベイルート、カイロ、ジェッダに就航。
2009年までに保有機材を12機までに増やし、国際線ネットワークを拡大する計画でナイジェリア、クウェート、バーレーン、エリトリアに就航する。

## 目的地

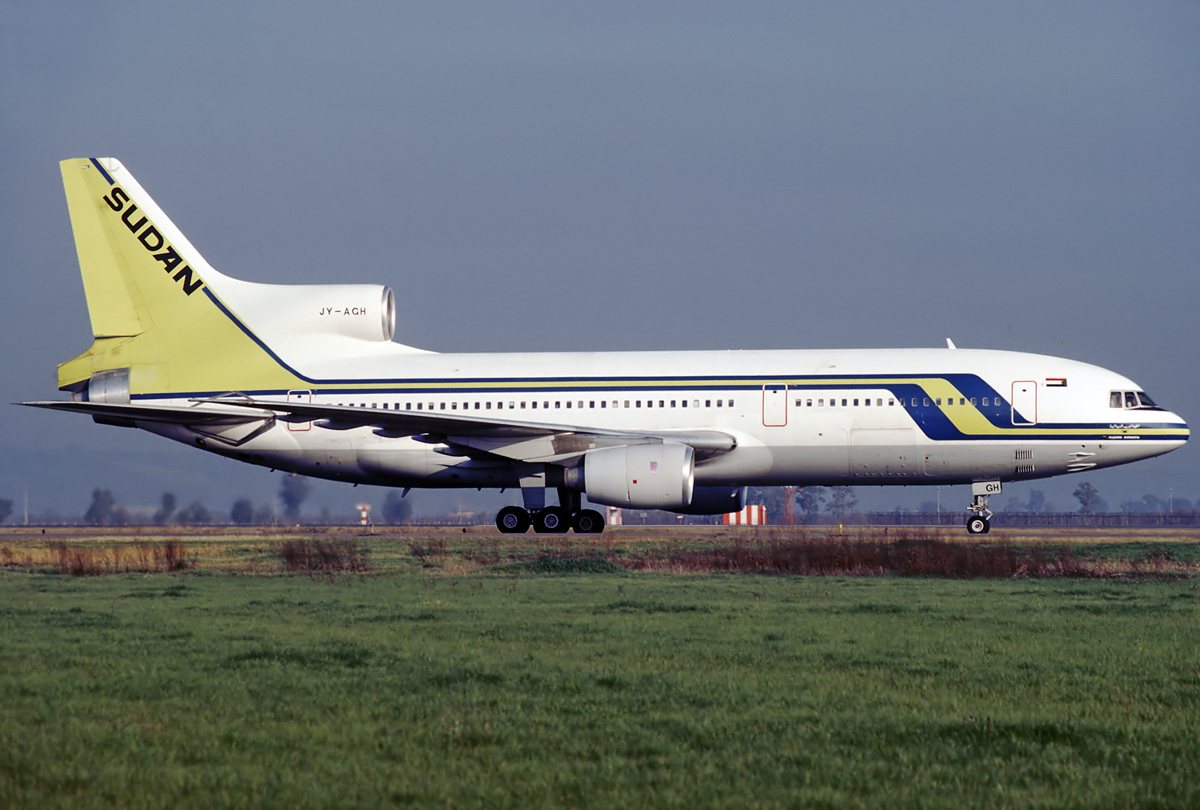
ロッキード L-1011

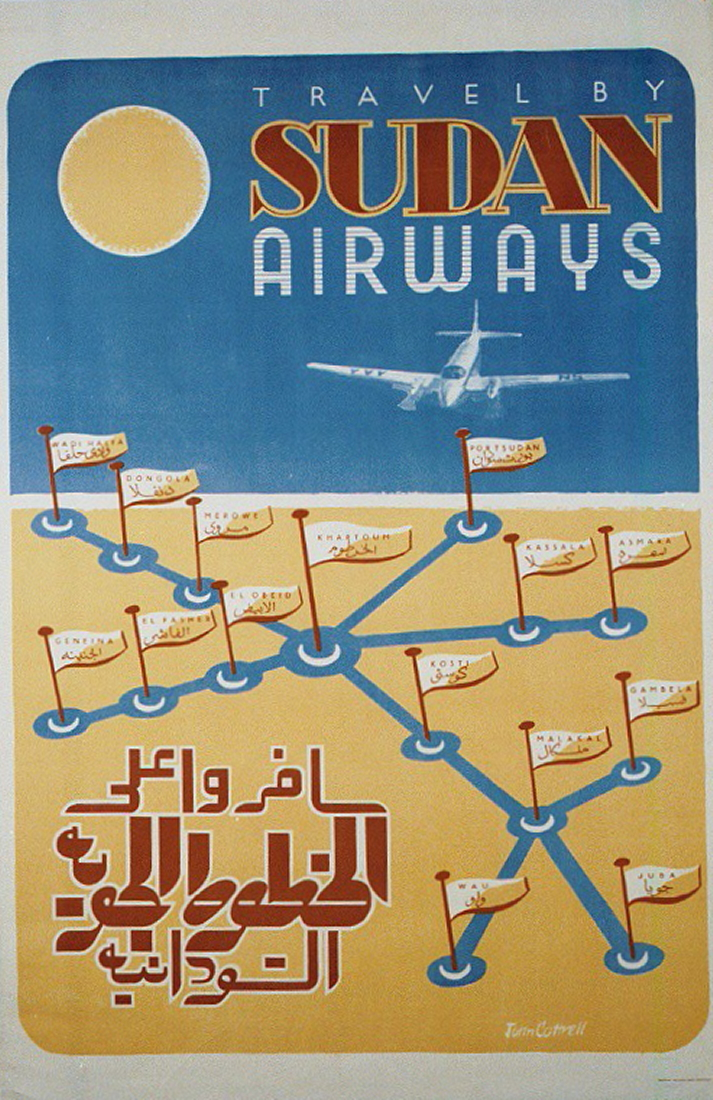
スーダン航空のポスター

### 国内線
- スーダン
  - ハルツーム
  - エル＝ファーシル

### 国際線
- 南スーダン
  - ジュバ空港
- エジプト
  - カイロ国際空港
- アラブ首長国連邦
  - ドバイ国際空港
  - アブダビ国際空港
  - アルアイン国際空港
- カタール
  - ドーハ国際空港
- サウジアラビア
  - キング・アブドゥルアズィーズ国際空港
  - キング・ハーリド国際空港
- シリア
  - ダマスカス国際空港
- リビア
  - トリポリ国際空港
- ケニア
  - ジョモ・ケニヤッタ国際空港
- ヨルダン
  - クィーンアリア国際空港
- エチオピア
  - ボレ国際空港
- イギリス
  - ロンドン・ヒースロー空港（運休中）

## 機材

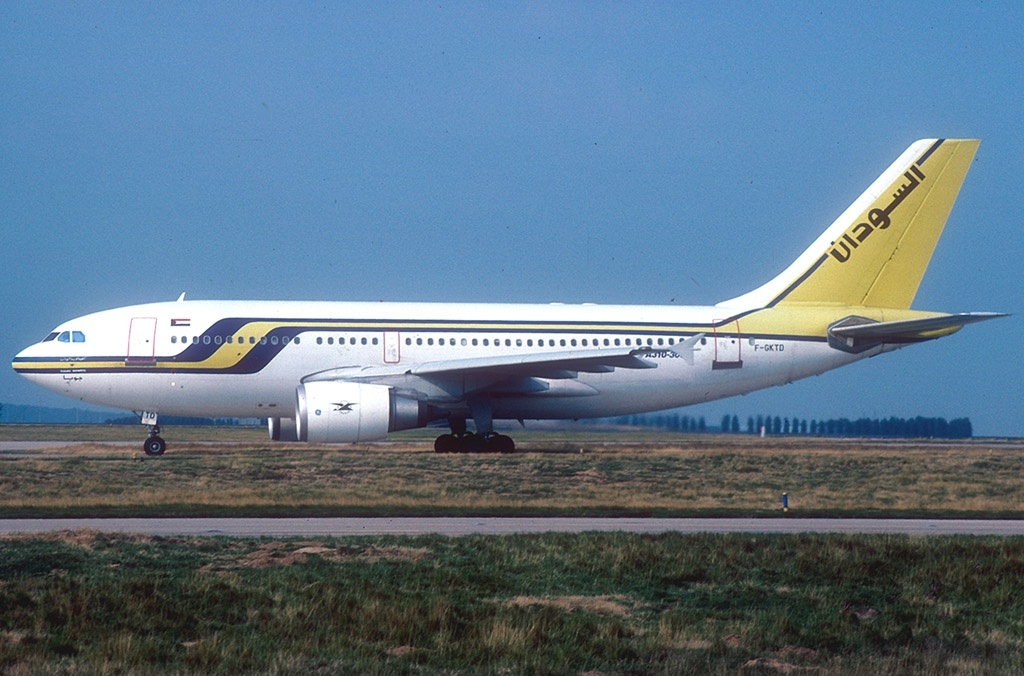
エアバス A310-300

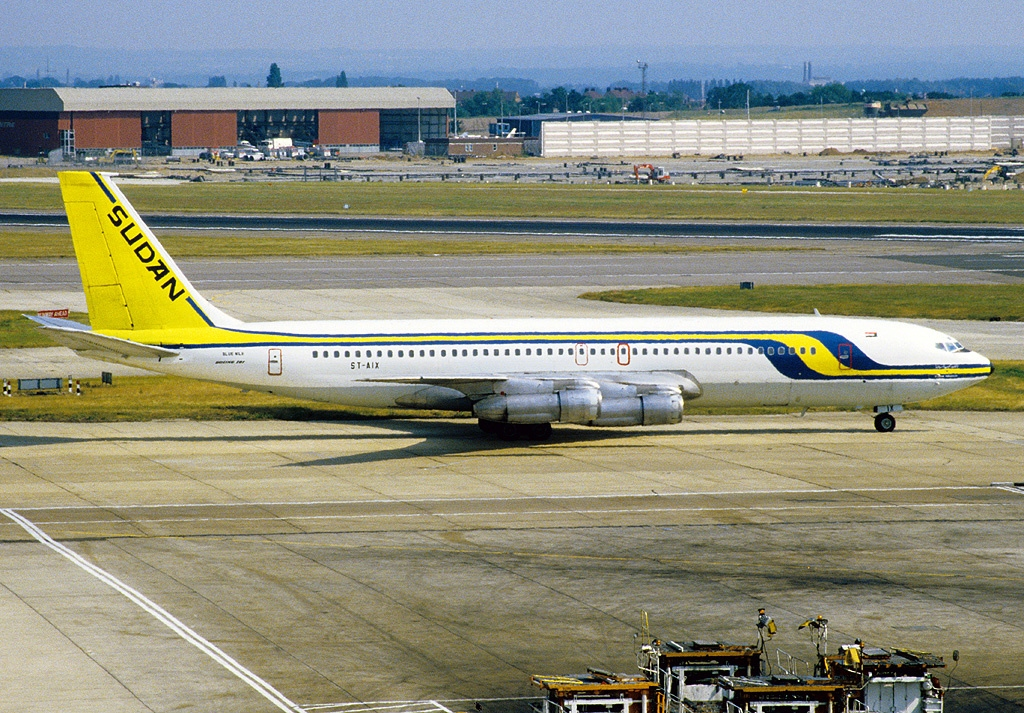
ボーイング707-300

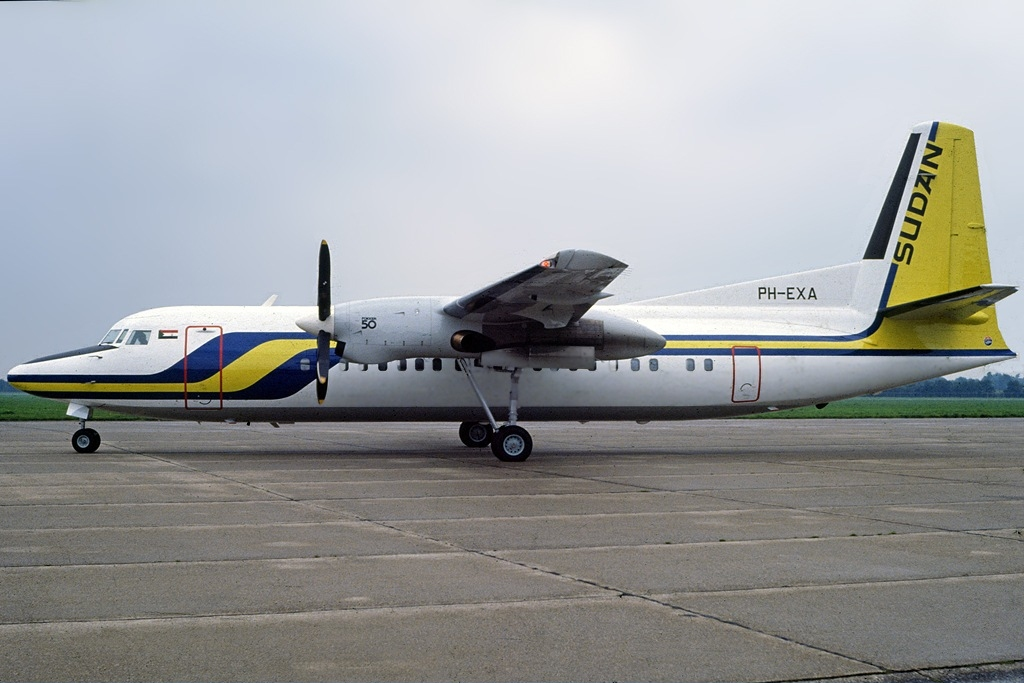
フォッカー 50

- エアバスA300-600 1機
- エアバスA300-600R 2機
- ボーイング707-300 1機
- フォッカー 50 4機

## 事件・事故
アビエーション・セーフティー・ネットワークによると、2015年4月現在、スーダン航空は24件の事件・事故にかかわっており、うち7件は死者が出ている。それらのうち、2003年7月にポートスーダン付近で発生した事故（緊急着陸に失敗、死者116人）が史上最悪の規模となっている。以下の表に、機体が全損し、かつ死者が発生した事例を示した。